# Deltochilum lindemannae
Deltochilum lindemannae är en skalbaggsart som beskrevs av Vladimir Balthasar 1967. Deltochilum lindemannae ingår i släktet Deltochilum och familjen bladhorningar. Inga underarter finns listade i Catalogue of Life.